# Mecistopteryx
Mecistopteryx is een geslacht van rechtvleugeligen uit de familie veldsprinkhanen (Acrididae). De wetenschappelijke naam van dit geslacht is voor het eerst geldig gepubliceerd in 1888 door Saussure.

## Soorten
Het geslacht Mecistopteryx  is monotypisch en omvat slechts de volgende soort:
- Mecistopteryx rotundata (Walker, 1870)